# Ijermaouas
Ijermaouas (franska: Ijermaouas (CR), Ijermaouas (Commune Rurale), arabiska: افرني) är en kommun i Marocko.   Den ligger i provinsen Driouch och regionen Oriental, 300 km öster om huvudstaden Rabat. Antalet invånare är 11 288.